# Dramarama
Dramarama é uma banda de rock alternativo/power pop com base em Los Angeles, Califórnia e formada em New Jersey em 1982, se separando em 1994, e formalmente reatada em 2003, após participar do reality show Bands Reunited, do canal americano VH1.

## Histórico

### 1981–1994
A evolução e os esforços combinados levaram ao surgimento da DPW (uma paródia local nomeada em homenagem à sua cidade natal, Departamento de Obras Públicas) e reencarnação, "The F & cks". A banda surgiu em North New Jersey na época em que havia uma cena com a estação de rádio WHTG 106.3 e locais como The Stone Pony, Green Parrot e Fast Lane apresentando outras bandas locais como Casa Vermelha, Smithereens, Dervixes Rodopiantes e Blases.

## Discografia
- Comedy (1984, EP, Questionmark)
- Cinéma Vérité (1985, Fr. New Rose Records)
- Box Office Bomb (1987, Questionmark/Chameleon)
- Stuck in Wonderamaland (1989, Chameleon)
- Looking Through... (1990, Bent Backed Tulips, Fr. New Rose Records)
- Live in Wonderamaland (1990, EP, Chameleon)
- Live at The China Club (1990, EP, Chameleon)
- Vinyl (1991, Chameleon)
- Vinyl (1992, EP, Chameleon)
- The Days of Wayne and Roses (The Trash Tapes) (1992)
- The Mess (1992, The Mess-Carter/Mullaney side project, Fr. New Rose Records)
- 10 From 5 (1993, Chameleon)
- hi-fi sci-fi (1993, Chameleon/Elektra)
- hi-fi sci-fi/10 From 5 (1993, 2-CD set, Chameleon/Elektra)
- Cinéma Vérité...Plus (1995, Rhino)
- Box Office Bomb...Plus (1995, Rhino)
- Looking Through... (1988, Bent Backed Tulips, eggBERT)
- 18 Big Ones (Greatest Hits) (1996, Elektra/Rhino)
- Bright Side (1996, John Easdale, full-length prerelease CD, self-released)
- Bright Side (1998, John Easdale, eggBERT)
- Absolutely 100% Made In N.J. (2003, EP)
- "everybody dies" (2005, 33rd Street)